# 羅智強
羅 智強（ら ちきょう、ルオ ジーチアン、1970年〈民国59年〉3月26日 - ）は、中華民国（台湾）の政治家。中国国民党所属の立法委員。

## 経歴
花蓮市で生まれ、3歳の時には家族と基隆市に移住した。国立中山大学で経営管理の学士号を取得。
馬英九総統の下で、総統府の報道官や副秘書長を務めた。
2018年、台北市議会議員選挙に立候補し最多得票数で当選。
2022年、桃園市長選への立候補の意向を表明。市長選に集中するために台北市議を辞職したが、中国国民党内の候補者指名争いで張善政に敗れ、立候補に至らなかった（張善政は桃園市長に当選）。
2024年立法委員選挙に立候補し、初当選した。

## 選挙記録
| 年度 | 選挙                 | 選挙区           | 所属政党   | 得票数 | 得票率 | 当選 | 注釈 |
| ---- | -------------------- | ---------------- | ---------- | ------ | ------ | ---- | ---- |
| 1998 | 第13回高雄市議員選挙 | 第三選挙区       | 無所属     | 3,234  | 1.76%  |      |      |
| 2018 | 第13回台北市議員選挙 | 第六選挙区       | 中国国民党 | 40,391 | 13.69% |      |      |
| 2024 | 第11回立法委員選挙   | 台北市第六選挙区 | 中国国民党 | 87,973 | 52.96% |      |      |